# 六本佳代
六本佳代（ろくもと かよ、1972年10月1日 - ）は日本の厚労官僚。中央労働委員会事務局審査統括官。

## 来歴
東京都出身。東京大学法学部卒業。1996年 労働省入省。
外務省在米国大使館書記官などを経て、2017年7月 大阪労働局雇用環境・均等部長。大阪の働き方改革に従事する。2019年7月9日 人事院事務総局人材局研修推進課長。2021年4月 中央労働委員会事務局審査統括官。